# سامسونگ اس‌سی‌اچ-یو۹۶۰
سامسونگ اس‌سی‌اچ-یو۹۶۰ یک‌نمونه از گوشی‌های تلفن همراه سری U شرکت سامسونگ می‌باشد  که توسط همین شرکت به بازار عرضه شده‌است.